# Syvänniemi
Syvänniemi är en tätort (finska: taajama) i Kuopio stad (kommun) i landskapet Norra Savolax i Finland. Vid tätortsavgränsningen den 31 december 2021 hade Syvänniemi 274 invånare och omfattade en landareal av 1,83 kvadratkilometer.

## Bildgalleri

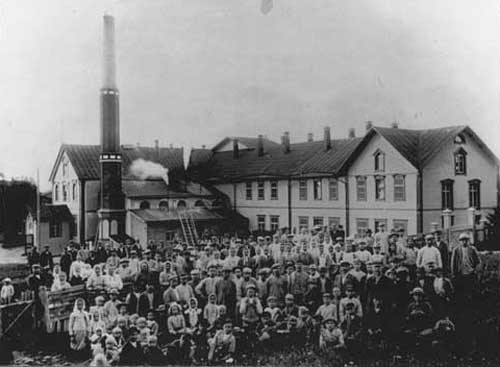
Syvänniemis tidigare valsverk.
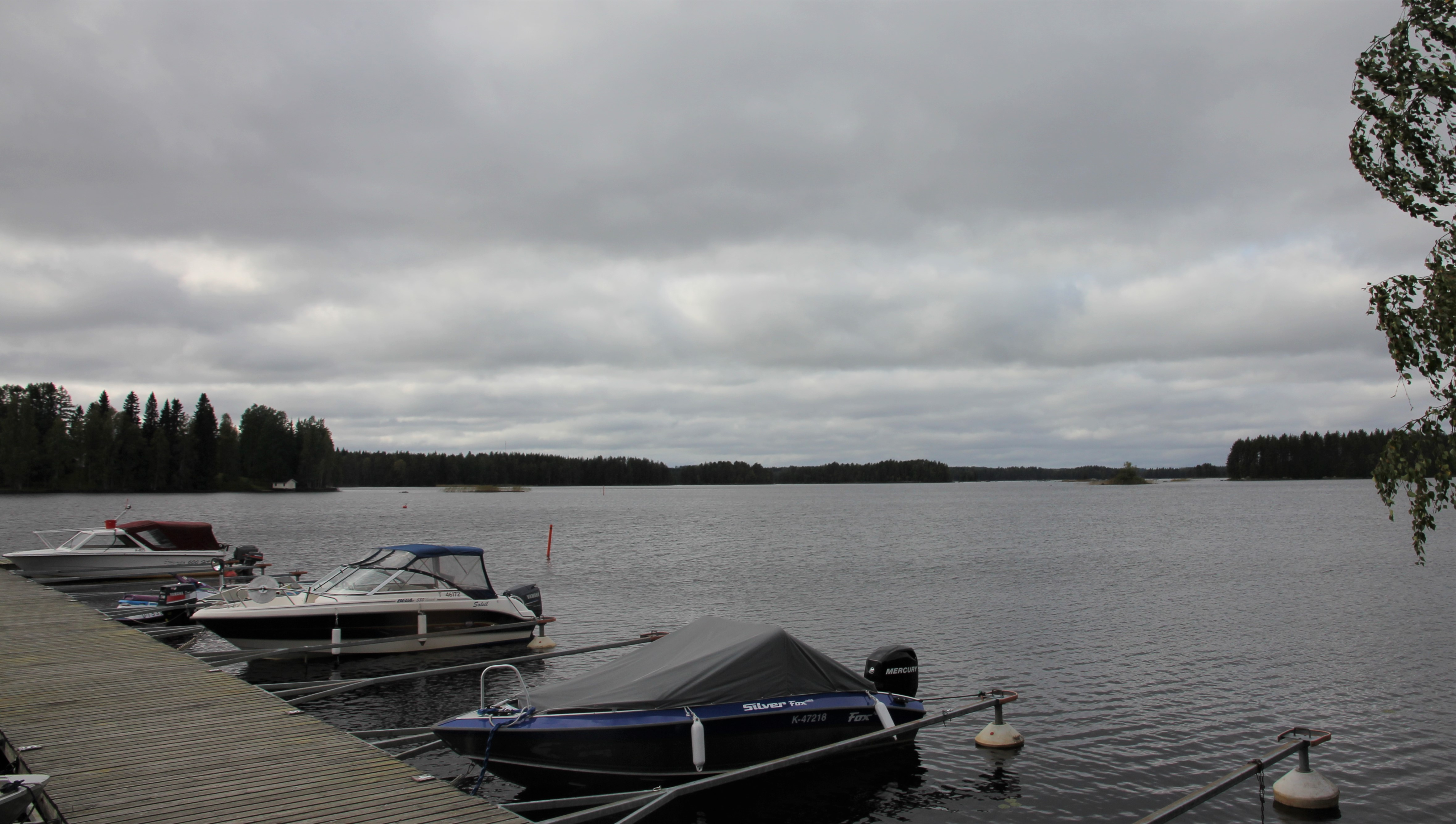
Kuttajärvis kust sett från Syvänniemis båtbrygga.
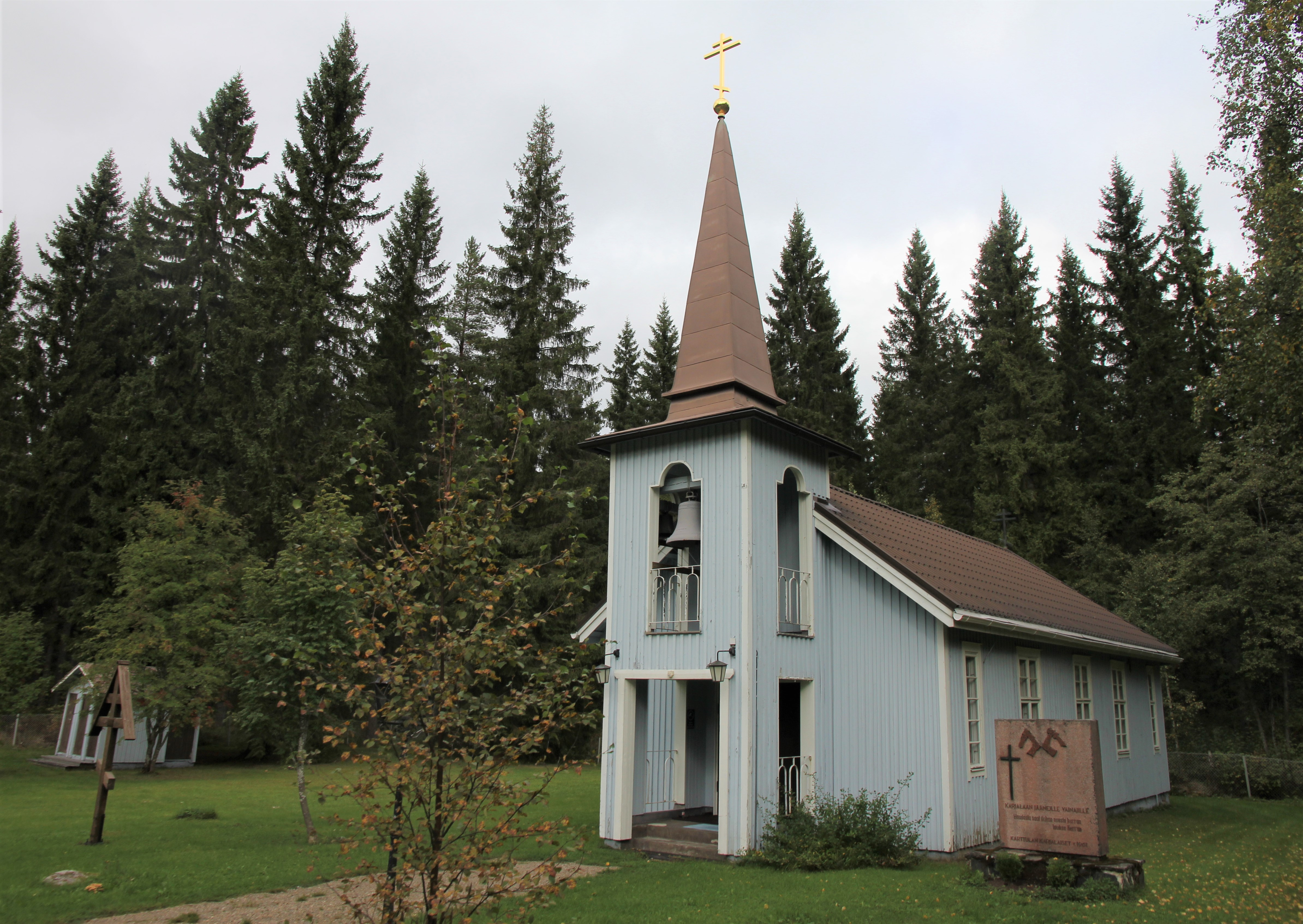
Syvänniemis ortodoxa bönehus.
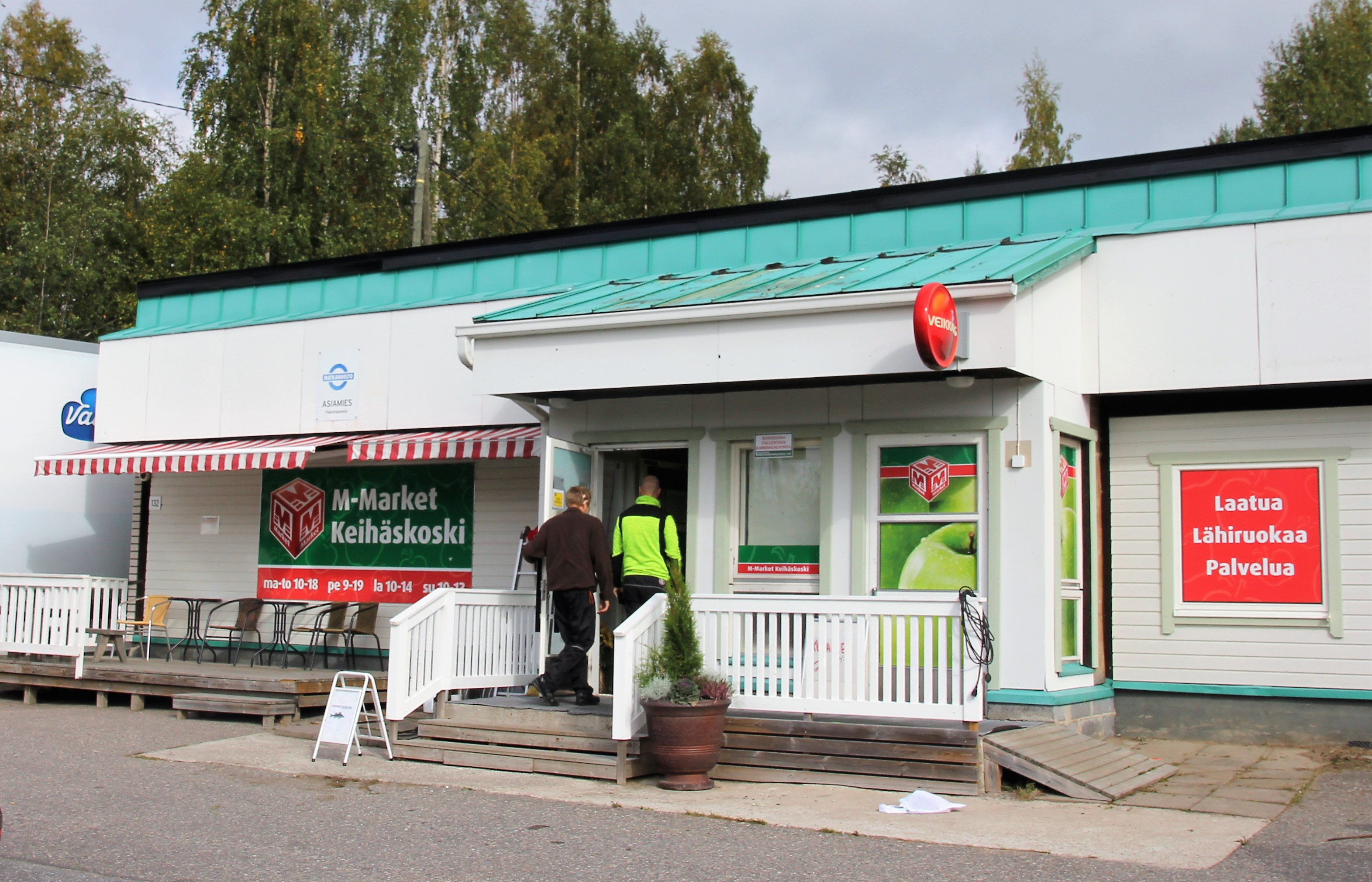
M-marknaden Keihäskoski är en närbutik i Syvänniemi.